# Kynosárgous
Kynosárgous, en grec moderne : Κυνοσάργους, est un quartier d'Athènes, en Grèce. Il est situé au nord-est du quartier de Néos Kósmos. Ce nom lui est donné parce que des fouilles effectuées sur un terrain situé derrière la Sainte Église Saint-Pantaléon d'Ilissós ont révélé que le gymnase Cynosarge (en grec moderne : Γυμνάσιο Κυνόσαργες / Gymnásio Kynósarges) s'y trouvait dans l'Antiquité. Il borde les quartiers de Néos Kósmos, de Makriyánni et de Mets et est desservi par le métro, le tramway et de nombreuses lignes de bus et de trolley. 